# Дженифер, Дэниэл
Дэниэл ов Сент Томас Дженифер (англ. Daniel of St. Thomas Jenifer; 1723 — 16 ноября 1790) — американский политик периода основания государственности.
Родился в Мэриленде. О его молодости известно немного. В зрелом возрасте был обладателем большого имения вблизи Аннаполиса. Поддерживал Войну за независимость, избрался в Континентальный конгресс и конгресс Мэриленда. Отстаивал сильную власть федерального правительства. Хотя на Филадельфийском конвенте брал слово редко, в целом поддерживал позицию Джеймса Медисона. Умер через три года после окончания работы конвента. В его честь названа улица Дженифер-стрит в Мэдисоне, штат Висконсин.